# Perissomastix agenjoi
Perissomastix agenjoi är en fjärilsart som beskrevs av Petersen 1957. Perissomastix agenjoi ingår i släktet Perissomastix och familjen äkta malar. Inga underarter finns listade i Catalogue of Life.